# Сігрід Горда
Сігрід Горда (швед. Sigrid Storråda) — героїня скандинавських саг, дружина конунгів Еріка VI Переможного і Свена Вилобородого.

## Життєпис
Про Сігрід Горду, шведську королеву, що жила в другій половині Х століття, розповідав Сноррі Стурлусон, ісландський поет і історик XIII століття. Але і в героїчних сагах Сігрід залишила свій слід — як припинився звичай вбивати дружин під час похорону чоловіків. «Книга з Плоского острова» розповідає, як дружина шведського конунга Еріка Сігрід залишила його: знатна дама, чиє ім'я підходило для справжньої валькірії, заявила, що не хоче піти за ним в могилу. Ця жінка не поступалася в рішучості і гордості сучасним їй конунгам.
Вона пережила Еріка. Сігрід стала вдовою і власницею багатьох земель (адже претендентів — чоловіків на королівство було чимало), вона пишалася своєю могутністю і мала славу провидиці. До неї з'являлися претенденти на її руку і серце — один з регіональних норвезьких конунгів і конунг з Гардарикі (можливо, один з дванадцяти літописних синів Володимира Святославича, хрестителя Русі). Сігрід прийняла їх з почестями і розмістила разом з дружинниками в одному великому будинку. Коли почався бенкет, конунги і їх дружинники — у тому числі і сторожа, яку вони не забули залишити біля дверей — напилися до забуття. Тоді Сігрід веліла підпалити будинок, а тих, хто вибереться з полум'я, рубати мечами. Королева сказала, що так вона хоче відучити дрібних конунгів приставати до неї зі сватанням. З тих пір вона звалася Сігрід Горда.

### Сватання Олава Трюггвасона
Але через деякий час до Сігрід посватався Олаф Трюггвасон, могутній конунг Норвегії, і Сігрід прихильно прийняла його сватання і традиційний весільний подарунок — золоте кільце (за іншими джерелами браслет), яке конунг взяв в одному з розорених їм язичницьких капищ. Пізніше виявилося, що кільце всередині — мідне. Сігрід була розгнівана, сказавши, що Олав обдурить її й іншим разом. Але коли Олаф з'явився до Швеції, вона погодилася на зустріч. Конунг наполягав на наверненні Сігрід до християнства, хоч вона відповіла, що не збирається змінювати віру своїх предків. Олаф не чекав відмови, розніваний, він жбурнув рукавичкою в її обличчя зі злості, принизивши королеву. «Ти накликав на себе смерть» — сказала королева.
Сігрід вийшла заміж за данського конунга Свейна Вилобородого і, пригадавши колишню образу, стала підбурювати чоловіка проти Олафа, який насмілився її образити. Величезний флот данців, шведів і яплів, що втікли з Норвегії від Олафа виступили проти норвезького конунга. Олаф бився на щоглі свого корабля — Довгого Дракона — але коли зрозумів, що йому не здолати ворогів, стрибнув у морську безодню і зник там.
Таким чином за безпосереднього впливу Сігрід Гордої був створений союз між Швецією та Данією. У шлюбі зі Свейном вона народила двох синів — майбутніх королів Данії Гаральда і Кнута, а також трьох дочок.

## Суперечки
Історик Лаурит Вейбулл стверджував, що Сігрід була вигаданим персонажем. Його твердження грунтються на тому, що ісладські саги Саксона Граматика (1100—1200 р.) — недостовірні джерела, а ось більш старші записи Адама із Бремена (прибл. 1075 р.) можна вважати більш чіткими. Адам Бременський стверджував, що Олаф та Кнут сини невідомої вендської принцеси. Тітмар Мерзебурзький, що був сучасником королеви, також вказував на її слов'янське походження.
Виникнення імені Сігрід Генрик Янсон, докторант Гетеборзького університету, пояснює як плутанину із польським ім'ям.